# Mario Filippeschi
Mario Filippeschi (Montefoscoli, 7 giugno 1907 – Firenze, 25 dicembre 1979) è stato un tenore italiano.

## Biografia
In possesso di una voce robusta e svettante come poche, dopo aver studiato con Vicidomini e Cataldi-Tassoni a Milano e Pessina a Firenze debuttò il 19 luglio 1937 a Colorno in Lucia di Lammermoor, cantando anche il giorno seguente a Busseto in Rigoletto.
Affrontò dapprima i ruoli di tenore lirico (Alfredo, Rodolfo, Duca di Mantova), per poi arrivare, a partire dal debutto alla Scala nel 1948 in Adriana Lecouvreur, a quelli di lirico spinto (Manrico, Radames, Alvaro, Calaf), che lo videro acclamato, in particolare in Spagna e Sudamerica, a fianco dei più grandi artisti del tempo.
L'estensione e lo squillo prodigiosi gli consentirono la ripresa di un'opera desueta come Guglielmo Tell e notevole fu anche la partecipazione alla storica ripresa di Armida nel 1952 a Firenze, protagonista Maria Callas. Verso la fine degli anni 40 interpretò, grazie anche alla figura accattivante, i film-opera Rigoletto e Lucia di Lammermoor. Concluse la carriera nel gennaio 1973, esibendosi per l'ultima volta in Norma al Teatro comunale dell'Aquila.
Fu particolarmente efficace sia nel repertorio primottocentesco (memorabili i suoi sopracuti a piena voce ne I puritani e in Guglielmo Tell) che in quello tardoromantico (su tutti Rigoletto e Il trovatore). Uomo dal carattere schietto e privo di formalismi, non ha avuto molta fortuna con la critica, mentre gli appassionati filolirici lo annoverano fra i grandi tenori del suo tempo.

## Repertorio
| Ruolo                 | Titolo               | Autore       |
| --------------------- | -------------------- | ------------ |
| Pollione              | Norma                | Bellini      |
| Arturo Talbo          | I puritani           | Bellini      |
| Nadir                 | I pescatori di perle | Bizet        |
| Don José              | Carmen               | Bizet        |
| Faust                 | Mefistofele          | Boito        |
| Walter                | Loreley              | Catalani     |
| Maurizio di Sassonia  | Adriana Lecouvreur   | Cilea        |
| Edgardo di Ravenswood | Lucia di Lammermoor  | Donizetti    |
| Fernando              | La favorita          | Donizetti    |
| Andrea Chénier        | Andrea Chénier       | Giordano     |
| Loris Ipanov          | Fedora               | Giordano     |
| Pery                  | Il Guarany           | Gomes        |
| Faust                 | Faust                | Gounod       |
| Turiddu               | Cavalleria rusticana | Mascagni     |
| Andrej Chovanskij     | Chovanščina          | Musorgskij   |
| Enzo Grimaldo         | La Gioconda          | Ponchielli   |
| Rodolfo               | La bohème            | Puccini      |
| Mario Cavaradossi     | Tosca                | Puccini      |
| Pinkerton             | Madama Butterfly     | Puccini      |
| Rinuccio              | Gianni Schicchi      | Puccini      |
| Calaf                 | Turandot             | Puccini      |
| Valeriano             | Cecilia              | Refice       |
| Baldo                 | Belfagor             | Respighi     |
| Goffredo              | Armida               | Rossini      |
| Osiride               | Mosè in Egitto       | Rossini      |
| Arnoldo Melchtal      | Guglielmo Tell       | Rossini      |
| Duca di Mantova       | Rigoletto            | Verdi        |
| Manrico               | Il trovatore         | Verdi        |
| Alfredo Gérmont       | La traviata          | Verdi        |
| Arrigo                | I vespri siciliani   | Verdi        |
| Gabriele Adorno       | Simon Boccanegra     | Verdi        |
| Riccardo              | Un ballo in maschera | Verdi        |
| Don Alvaro            | La forza del destino | Verdi        |
| Radamès               | Aida                 | Verdi        |
| Conte di Bosconero    | La vedova scaltra    | Wolf-Ferrari |
| Renzo                 | La farsa amorosa     | Zandonai     |

## Discografia

### Incisioni in studio
- Verdi - Rigoletto (parte audio di film 1946) - Gobbi, Pagliughi, Filippeschi, Neri, dir. Serafin - Bongiovanni/Opera Lovers
- Verdi - Aida - Mancini, Filippeschi, Simionato, Panerai, Neri - dir. Gui - Cetra 1951
- Rossini - Guglielmo Tell - Taddei, Carteri, Filippeschi, Tozzi - dir. Rossi - Cetra 1952
- Bellini - I puritani - Pagliughi, Filippeschi, Panerai, Bruscantini, dir. Previtali - Cetra 1952
- Bellini - Norma - Callas, Filippeschi, Stignani, Rossi Lemeni, dir. Serafin - Columbia/EMI 1954
- Verdi - Don Carlo - Filippeschi, Stella, Christoff, Gobbi, Nicolai, Neri - dir. Santini - HMV 1954
- Rossini - Mosè - Rossi Lemeni, Taddei, Filippeschi, Mancini, Lazzari - dir. Serafin - Philips 1957

### Registrazioni dal vivo
- Verdi - Simon Boccanegra - Warren, Silva, Filippeschi, Garcia - dir. Cellini - Città del Messico 1950 ed. Legato Classics
- Puccini - Tosca - Callas, Filippeschi, Weede - dir. Mugnai - Città del Messico 1950 ed. Melodram/Arkadia/Legato Classics
- Giordano - Andrea Chenier - Filippeschi, Tebaldi, Tagliabue, dir. Santini - Napoli 1951 ed. Lyric Distribution
- Verdi - Aida (selez.) - Tebaldi, Filippeschi, Nicolai, Silveri, Neri, dir. Votto - Rio de Janeiro 1951 ed. Lyric Distribution
- Rossini - Armida - Callas, Filippeschi, Raimondi, Albanese - Dir. Serafin - Firenze 1952 ed. Melodram/IDIS
- Rossini - Guglielmo Tell - Silveri, Filippeschi, Benetti, Arié, dir. Sanzogno - RAI-Roma 1954 ed. Myto
- Verdi - I vespri siciliani - De Cavalieri, Filippeschi, Guelfi, Neri, dir. Serafin - Napoli 1955 ed. Bongiovanni
- Verdi - Rigoletto - Protti, D'Angelo, Filippeschi - dir. Reyna - Caracas 1956 ed. GOP
- Verdi - Il trovatore - Filippeschi, Stella, Protti, Barbieri, Clabassi - dir. Capuana - Napoli 1957 ed. Bongiovanni
- Verdi - Il Trovatore (selez.) - Filippeschi, Gencer, Bastianini, Minarchi, dir. Bellezza - Trieste, 1957 ed. Bongiovanni
- Verdi - I vespri siciliani - Stella, Filippeschi, Taddei, Landysz - dir. Serafin - Palermo 1957 ed. Bongiovanni
- Bellini - I puritani - Zeani, Filippeschi, Protti, Susca - dir. Molinari Pradelli - Trieste 1957 ed. Bongiovanni
- Puccini - Turandot (selez.) - Cambi, Filippeschi, Noli, Catania, Poli - Dir. Bellezza - Napoli 1957

## Filmografia
- Lucia di Lammermoor - 1946, con Nelly Corradi, Afro Poli, Italo Tajo
- Rigoletto - 1946, con Tito Gobbi, Marcella Govoni (voce Lina Pagliughi), Giulio Neri